# Трубопроводная арматура

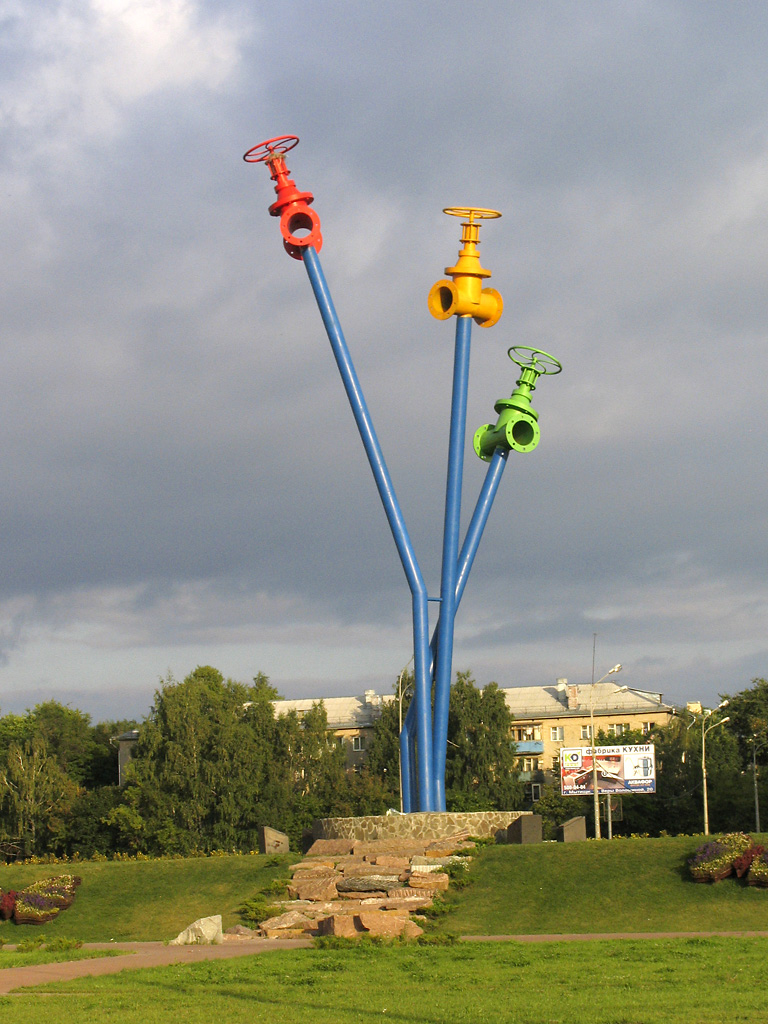
Памятник водопроводу в Мытищах, на вершине — разноцветные задвижки.

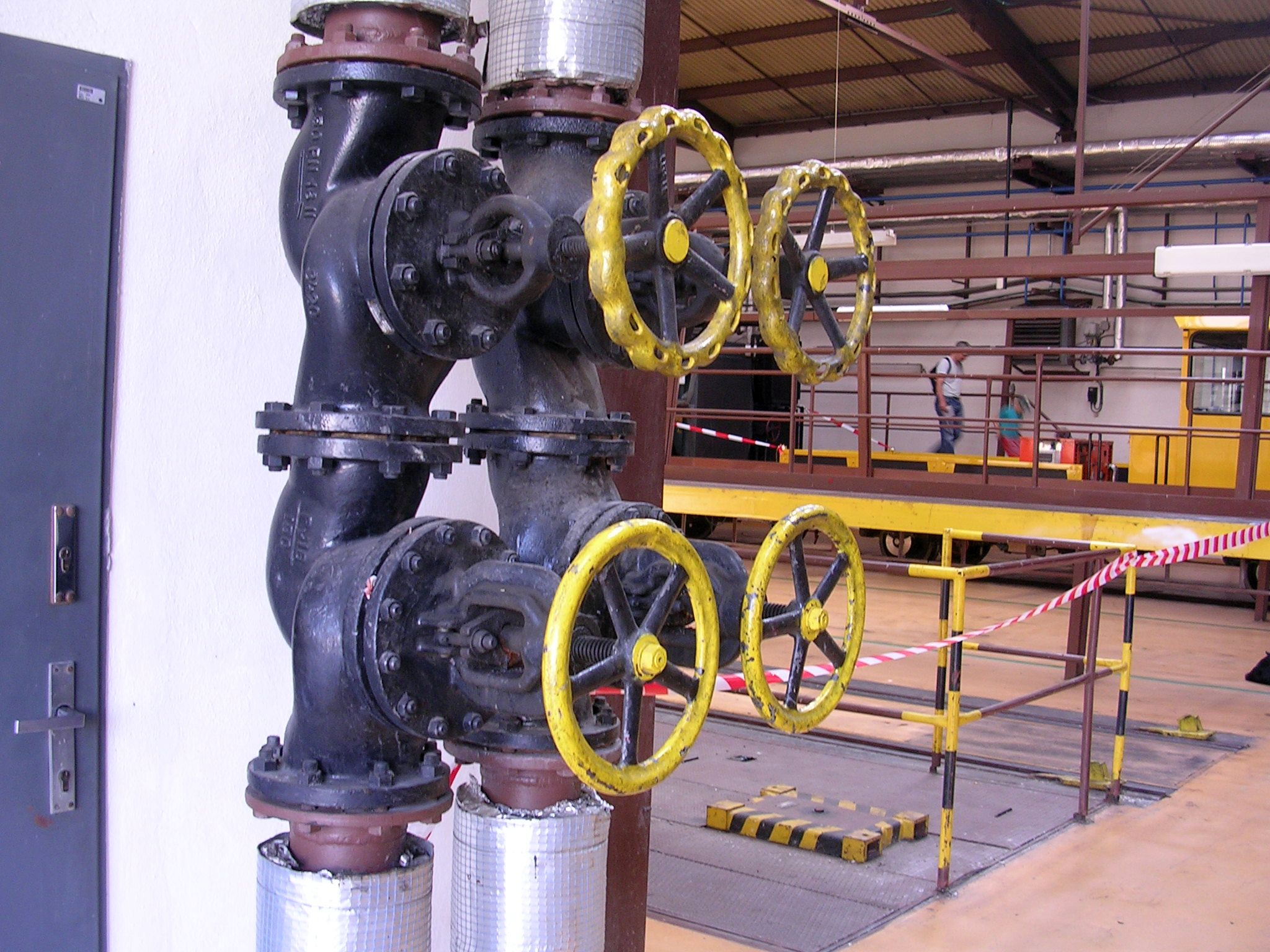
Чугунная запорная арматура вентильного типа с сальниковым уплотнением и ручным приводом от маховика в Пражском метрополитене

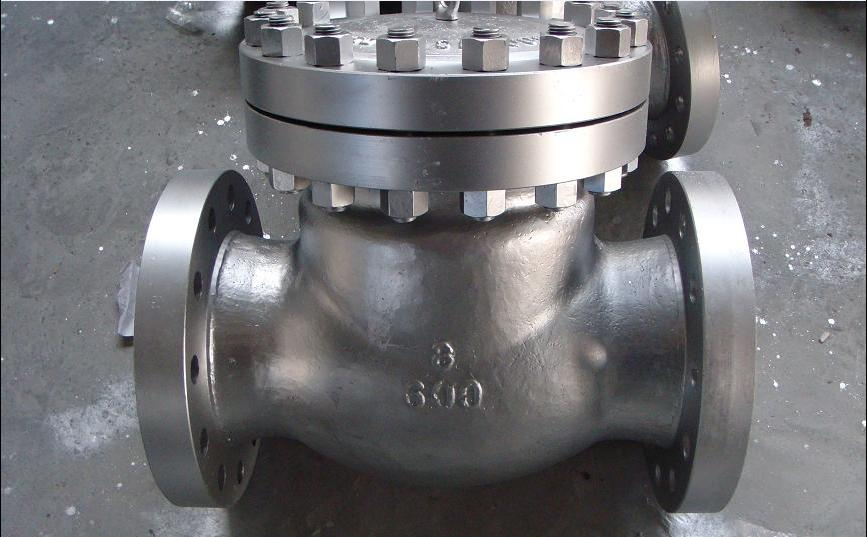
Обратный клапан

Трубопроводная арматура — техническое устройство, устанавливаемое на трубопроводах, оборудовании и сосудах и предназначенное для управления (перекрытия, открытия, регулирования, распределения, смешивания, разделения) потоками рабочих сред (жидких, газообразных, газожидкостных, пульпы, пара, плазмы, порошкообразных, суспензии и др.) путём изменения проходного сечения.

## Виды арматуры

### По функциональному назначению
- Запорная арматура — арматура, предназначенная для перекрытия потока рабочей среды с определённой герметичностью. В том числе:
  - Отсечная арматура — арматура с минимальным временем срабатывания, обусловленным требованиями технологического процесса.
  - Спускная (дренажная) арматура — предназначенная для сброса рабочей среды из ёмкостей (резервуаров), систем трубопроводов.
  - Контрольная арматура — предназначенная для управления поступлением рабочей среды в контрольно-измерительную аппаратуру, приборы.
- Регулирующая арматура — арматура, предназначенная для регулирования параметров рабочей среды посредством изменения расхода. В том числе:
  - Редукционная (дроссельная) арматура — арматура, предназначенная для снижения (редуцирования) рабочего давления в системе за счёт увеличения гидравлического сопротивления в проточной части.
  - Запорно-регулирующая арматура — арматура, совмещающая функции запорной и регулирующей арматуры.
- Защитная арматура — арматура, предназначенная для защиты оборудования и трубопроводов от недопустимых или не предусмотренных технологическим процессом изменений параметров рабочей среды, а также для отключения потока. В том числе:
  - Обратная арматура — предназначенная для автоматического предотвращения обратного потока рабочей среды.
  - Отключающая (скоростная) арматура — предназначенная для автоматического предотвращения превышения скорости потока рабочей среды.
- Предохранительная арматура — арматура, предназначенная для автоматической защиты оборудования и трубопроводов от недопустимого превышения давления посредством сброса избытка рабочей среды.
- Распределительно-смесительная арматура — предназначенная для распределения потока рабочей среды по определённым направлениям или для смешивания потоков. В том числе:
  - Распределительная арматура — предназначенная пропорционально разделять на два или более исходящих потока из общего входящего потока при изменении положения затвора.
  - Смесительная арматура — предназначенная воздействовать на пропорции двух или более входящих потоков, чтобы получить общий выходящий поток при изменении положения затвора.
- Фазоразделительная арматура — арматура, предназначенная для разделения рабочих сред, находящихся в различных фазовых состояниях, или с различной плотностью. В том числе:
  - Конденсатоотводчик — арматура, удаляющая конденсат и не пропускающая или ограниченно пропускающая перегретый пар.

### По области применения
- Общепромышленная арматура — имеющая многоотраслевое применение и к которой не предъявляют какие-либо специальные требования конкретного заказчика.
- Арматура специального назначения — разработанная и изготовленная с учётом специальных требований заказчика применительно к конкретным условиям эксплуатации.
- Арматура для опасных производственных объектов — предназначенная для применения на производственных объектах, на которых имеются опасные вещества и используют оборудование, работающее под давлением более 0,07 МПа или при температуре нагрева воды более 115°С.
- Криогенная арматура — предназначенная для эксплуатации на криогенных средах.
- Санитарно-техническая арматура — устанавливаемая на санитарно-техническое оборудование.
- Судовая арматура — устанавливаемая на трубопроводах и оборудовании судовых систем.
- Устьевая арматура — предназначенная для управления потоком среды на скважинных трубопроводах и затрубном пространстве, а также для обвязывания скважинного трубопровода.
- Фонтанная арматура — предназначенная для оборудования устья нефтяной и газовой фонтанной скважины.
- Энергетическая арматура — специально спроектированная для установки на оборудовании и трубопроводах энергетических объектов.

### По конструкции корпуса
- Проходная арматура — присоединительные патрубки которой соосны или взаимно параллельны. В том числе:
  - Прямоточные клапаны — в которых ось шпинделя или штока неперпендикулярна оси присоединительных патрубков корпуса, обычно под углом близким к 45°
  - Осесимметричные (осевые) клапаны — в которых подвижная часть затвора перемещается вдоль оси патрубков корпуса
- Угловая арматура — в которой оси входного и выходного патрубков расположены перпендикулярно или непараллельно друг другу
- Многоходовая арматура — у которой рабочая среда входит одновременно или попеременно в один или несколько патрубков и выходит одновременно или попеременно в один или несколько патрубков при суммарном количестве патрубков более двух. В том числе:
  - Переключающие устройства — трёхходовая арматура, применяемая в блоках предохранительных клапанов

### По принципу управления и действия
- Управляемая
  - С ручным приводом
  - С механическим приводом
    - Электрическим приводом
    - Пневматическим приводом
    - Гидравлическим приводом
    - Электромагнитным приводом

  - Арматура под дистанционно расположенный привод (управляется механическим или ручным приводом, который устанавливается отдельно от арматуры и соединяется с ней передачей, состоящей из валов, подшипников, зубчатых колес или тросов)
- Автоматически действующая (автономная)

### По присоединению к трубопроводу
- Фланцевая арматура — имеющая фланцы для присоединения к трубопроводу, оборудованию или емкости
- Межфланцевая арматура — бесфланцевая, устанавливаемая между фланцами трубопровода
- Арматура под приварку (приварная арматура) — имеющая патрубки для приварки к трубопроводу, оборудованию или ёмкости
- Муфтовая арматура — имеющая присоединительные патрубки с внутренней резьбой
- Цапковая арматура — имеющая присоединительные патрубки с наружной резьбой и буртиком
- Штуцерная арматура — имеющая присоединительные патрубки с наружной резьбой

### По типу уплотнений
- Сальниковая — арматура, в которой герметичность сопряжения подвижной детали с неподвижной в крышке или корпусе по отношению к внешней среде обеспечивается сальниковым уплотнением;
- Сильфонная — арматура, в которой герметичность подвижного сопряжения по отношению к внешней среде обеспечивается сильфоном;
- Мембранная — арматура, в которой герметичность подвижного сопряжения по отношению к внешней среде обеспечивается мембраной. В некоторых конструкциях мембрана одновременно является и затвором;
- Шланговая — арматура, в которой регулирование и отключение потока среды осуществляется пережатием эластичного шланга. Шланг обеспечивает герметичность всей внутренней полости арматуры по отношению к внешней среде.

## Типы арматуры
Согласно ГОСТ::3
- Задвижка — тип арматуры, у которой запирающий или регулирующий элемент перемещается перпендикулярно к оси потока рабочей среды.
- Клапан — тип арматуры, у которой запирающий или регулирующий элемент перемещается параллельно оси потока рабочей среды.
- Кран — тип арматуры, у которой запирающий или регулирующий элемент, имеющий форму тела вращения или его части, поворачивается вокруг собственной оси, произвольно расположенной по отношению к направлению потока рабочей среды.
- Дисковый затвор (поворотный затвор, устар. заслонка) — тип арматуры, у которой запирающий или регулирующий элемент имеет форму диска, поворачивающегося вокруг оси, перпендикулярной или расположенной под углом к направлению потока рабочей среды.

## Основные параметры

### Эксплуатационные
К основным эксплуатационным параметрам относятся:
- давление
  - условное — наибольшее избыточное рабочее давление при температуре 20 °С, при котором обеспечивается длительная и безопасная работа арматуры и соединительных частей трубопроводов
  - рабочее — наибольшее избыточное давление, при котором обеспечивается длительная работа арматуры и соединительных частей трубопроводов при рабочей температуре проводимой среды
  - пробное — избыточное давление, при котором арматура и соединительные части трубопроводов должны подвергаться гидравлическому испытанию на прочность и плотность
- температура
- пропускная способность
- коррозионная стойкость
- тип привода
- необходимый крутящий момент для управления арматурой
- время срабатывания и др.

### Конструкционно-монтажные
К основным конструкционно-монтажным параметрам относятся:
- диаметр условного прохода
- строительные длина и высота
- масса
- тип присоединения к трубопроводу
- конструкция и размеры присоединительных фланцев
- число, диаметр и расположение отверстий на фланцах
- разделка под приварку к трубопроводу

## Конструкционные материалы

### Чугун
В арматуростроении в основном используются:
- Серый чугун
- Ковкий чугун
- Высокопрочный чугун

Значительно реже применяются:
- Кислотостойкий чугун
- Жаростойкий чугун
- Щелочестойкий чугун
- Антифрикционный чугун

### Сталь
- Углеродистая сталь
- Легированная сталь

### Цветные металлыисплавы
- Латунь
- Безоловянная бронза
- Алюминиевые сплавы
- Никелевые сплавы
- Титановые сплавы

### Неметаллические конструкционные материалы
- Винипласт
- Фторопласт-4
- Полиэтилен
- Пластикат на основе поливинилхлорида
- Фаолит А (кислотоупорная пластмасса, изготовляемая на основе бакелитовой смолы)
- Капрон(Капролактам)
- Керамика кислотоупорная
- Стекло
- Фарфор
- Диабаз плавленный
- Графитные материалы
- Текстолит
- Древесно-слоистые пластики